# Aéroport Antoine-Simon
L'aéroport Antoine-Simon (code IATA : CYA • code OACI : MTCA) est un aéroport régional situé à côté de la ville d'Haïti des Cayes, chef-lieu du département du Sud et de l'arrondissement des Cayes.

## Histoire
Financé et bâti par le gouvernement Haïtien, l'aéroport fut inauguré le 7 mai 2005 par le premier ministre Gérard Latortue.  Taïwan a financé la construction de la route donnant accès à l'aéroport.  Il est nommé en l'honneur du 18e président d'Haïti, François Antoine Simon.
L'Autorité Aéroportuaire Nationale prévoit d'en faire un aéroport international en allongeant sa piste à 2 200 mètres et en y ajoutant un terminal contenant les douanes ainsi que d'autres services.

## Situation
| Cayes Cap-Haïtien Jacmel Jérémie Port-de-Paix Port-au-Prince |